# Василий Склир
Василий Склир (греч. Βασίλειος Σκληρός) — византийский политик.
Василий был сыном магистра Романа Склира, сына мятежника Варды Склира, ставшего близким советником императора Василия II.
Он женился на Пульхерии, сестре будущего императора Романа III Аргира. В правление Василия II их дочь вышла замуж за другого будущего императора, Константина IX.
Василий впервые упоминается во времена правления Константина VIII, когда он имел звание патрикия. В это время он вступил в конфликт с Пресианом, губернатором букелларийской фемы, что привело к драке между ними. Император Константин изгнал их на Принцевы острова: одного на остров Плате, другого — на Оксию. Склира ослепили, обвинив его в планировании бегства; по словам Иоанна Скилицы Пресиан едва избежал той же участи, но в конечном итоге был освобождён .
Однако после воцарения Романа III Василий был реабилитирован и повышен до звания магистра. Согласно одной из версий, он также стал вестом и получил пост стратега фемы Анатолик. В какой-то момент он, похоже, оказался замешан в заговор против своего шурина, так как он и его жена были изгнаны из Константинополя Романом .
Высокомерие Василия Склира и его родственников, которые правили своими владениями почти как независимые лорды, подвергается резкой критике в Пире учёного-правоведа Евстафия Ромея.